# Salies-de-Béarn
Salies-de-Béarn (en occitano: Salias) es una localidad francesa situada a orillas del río Saleys, y a medio camino de Pau y Biarritz, en la región llamada Béarn des Gaves, que comprende, junto a Salies, otros tres cantones: Orthez, Sauveterre y Navarrenx. Además de por su arquitectura medieval, es famosa por su balneario y por un casino. Pertenece a la región de Aquitania, departamento de Pirineos Atlánticos, en el distrito de Pau y es el chef-lieu del cantón de su nombre.
El balneario utiliza un agua 10 veces más salada que el agua del mar con 26 oligoelementos, y sus indicaciones terapéuticas son la reumatología, ginecología y pediatría.

## Demografía
| 5535 | 5582 | 5355 | 4957 | 4974 | 4759 |
| Para los censos de 1962 a 1999 la población legal corresponde a la población sin duplicidades (Fuente: INSEE [Consultar]) |      |      |      |      |      |